# Hiltrud Gnüg
Hiltrud Gnüg (* 13. April 1944 in Jüterbog; † 25. November 2022 in Köln) war eine deutsche Germanistin und Hochschullehrerin.

## Leben
Hiltrud Gnüg wurde an der Universität Köln 1971 mit der Arbeit Die dramatische Intentionalität des Don-Juan-Typs promoviert und habilitierte sich 1981. Sie war von 1984 bis zu ihrer Emeritierung 2012 Professorin für neuere deutsche Literaturwissenschaft an der Universität Bonn.
Ihre Arbeitsgebiete waren insbesondere Lyrik und Lyriktheorie, Utopieforschung und Gegenwartsliteratur.
Hiltrud Gnüg starb 2022 im Alter von 78 Jahren und wurde am 8. Dezember 2022 auf dem Kölner Zentralfriedhof Melaten beigesetzt.